# Tomàs Boix i Soler
Tomàs Boix i Soler (Solsona, 13 de desembre del 1886 - Solsona, 21 d'agost del 1951) va ser un pintor paisatgista català, considerat com un dels pioners en cultivar el pleinairisme a la Catalunya central, especialment als territoris del Solsonès i l'Alt Urgell.

## Biografia artística[1]
Tomàs Boix era l'hereu d'una família de terratinents oriunda del terme de Llobera (Solsonès). De ben jove va manifestar una afició per l'art, tanmateix els seus pares es van oposar a que realitzés estudis artístics fora de Solsona. La seva formació fou, per tant, fonamentalment autodidacta, si bé va seguir el mestratge de diferents pintors del moment com Nicolau Raurich o Joaquim Mir. El seu interès se centrà sobretot en la pintura paisatgista, tanmateix també va pintar la natura morta i, més puntualment, el retrat.
L'any 1913, va contraure matrimoni amb Pepita Sàbat Fabra, una vídua d'arrels solsonines amb qui va tenir tres filles: Pilar, Elena i Pepita. A més de les ocupacions agràries, va regentar diversos negocis relacionats amb el món de l'automoció: un garatge-benzinera, un servei de taxi i la línia de transport regular de Solsona a Bassella.Era un gran aficionat a la caça, les antiguitats i l'arqueologia. La seva afició a l'arqueologia va fer que tingués una estreta relació amb Joan Serra i Vilaró que aleshores era el director el Museu Episcopal de Solsona.
Amb l'arribada de la República Catalana, Tomàs Boix va exercir el traspàs de poders al nou consistori republicà, exercint de primer alcalde republicà de l'Ajuntament provisional de Solsona. Durant el període republicà, es volcarà en la seva passió artística, realitzant les seves primeres exposicions a Barcelona i a Manresa. Posteriorment, l'esclat de la Guerra Civil, va deturar en sec la seva activitat i va haver de fugir de la ciutat i emboscar-se al terme de Madrona. La tardor de 1937, quan intentantava travessar la frontera andorrana va ser capturat i empresonat a la Seu d'Urgell, traslladat posteriorment a la presó Lleida. Fou jutjat, l'any 1938, a Solsona i bandejat a Barcelona, on residí a casa d'un germà i va cultivar la pintura. Amb la fi del conflicte bèl·lic, va poder tornar a la seva ciutat i reprendre les seves activitats al capdavant de l'hisenda familiar.
La dècada dels anys 40 es correspon amb el seu període de plenitud artística, durant el qual va emprendre nombroses campanyes per arreu de Catalunya i va exhibir les seves obres en diverses exposicions. Va obtenir diversos reconeixements i va cultivar l'amistat amb un gran nombre de pintors catalans, als quals convidava sovint a allotjar-se a casa seva i a descobrir els paisatges més pintorescos del Solsonès. El 21 d'agost de 1951, tornant a Solsona des de la seva casa pairal, un infart va causar-li la mort sobtadament.
Durant la postguerra va estimular l'afició artística d'uns quants joves solsonins, entre els quals Ramon Vilamosa, Valentí Feu, Lluís Vantolra i el seu parent Manel Casserras. A aquesta generació d'artistes locals, els succeï, a partir de 1980, una nova fornada d'artistes locals, l'Escola de la Ribera de Solsona, que han mantingut viva la reivindicació del solsonisme artístic i petxada de fTomàs Boix, fins a dia d'avui.
L'any 2017, el Museu Diocesà i Comarcal de Solsona va organitzar una exposició antològica dedicada a Tomàs Boix, amb l'exposició de més d'una seixantena de pintures di nombrosos dibuixos, documents i estris de l'artista solsoní, comisariada per l'historiador de l'art Ovidi Cobacho Closa i un equip de treball integrat pels membres de l'Escola de la Ribera. L'any 2019, el mateix Museu solsoní va presentar l'estudi monogràfic En plein air. Tomàs Boix. La pintura com a passió (1886-1951), realitzat per Ovidi Cobacho i prologat per la doctora Isabel Coll de la Universitat de Barcelona.

## Exposicions
Al llarg de la seva carrera artística, Tomàs Boix va realitzar un total de trenta-una exposicions, Principalment a la capital catalana i a Manresa. Pòstumament, la seva obra s’ha exhibit en una quinzena de mostres, la major part de les quals celebrades a la seva ciutat natal, tot i que també s’han prodigat a Lleida, Balsareny, Almacelles i la capital bagenca; la darrera de les quals tingué lloc al Centre Cultural el Casino de Manresa, l'estiu de 2018.
Expiscions realitzades en vida:
- Lleida.	1912. Exposició	d’Art de Lleida. Col·lectiva.		Salons de la Paheria (maig).

- Barcelona.	1921. Exposició	d’Art.	Col·lectiva.	Palau	de les Belles Arts (abril – juny).

- Barcelona.	1922. Exposició	d’Art. Col·lectiva.	Palau	de les Belles Arts.

- Barcelona.	1923. Exposició	d’Art.	Col·lectiva.	Palau de la Indústria (primavera).

- Barcelona.	1931-1932. Exposició	Galeries Laietanes.	Individual	(desembre – gener).

- Barcelona.	1933. Exposició	Galeries Laietanes.	Individual.	(abril-maig).

- Manresa.	1934. Llibreria	Ciutat.	Individual (gener)

- Barcelona.	1934. Exposició Galeries Laietanes.	Amb Josep Boix (gener-febrer).

- Manresa.	1934. V	Exposició d’Artistes manresans i de la Comarca. Col·lectiva.	Grup Escolar Renaixença (agost-setembre).

- Manresa.	1934-1935. Llibreria Ciutat. Individual	(desembre -gener).

- Manresa.	1935. VI	Exposició d’Artistes manresans. Col·lectiva.	Grup Escolar Renaixença (agost-setembre).

- Manresa	1936. Exposició	de Primavera.	Col·lectiva.	Grup	Escolar Renaixença (abril).

- Manresa.	1939. Exposició	d'Art. Col·lectiva.	Grupo	Escolar Generalísimo Franco (agost-setembre).

- Manresa.	1940. Exposició	de pintura. Col·lectiva.	Teatre Kursaal (juny).

- Manresa.	1940. X Exposició d'Art. Col·lectiva.	Grupo Escolar Generalísimo Franco (agost-setembre).

- Solsona.	1941. 1ª Exposició d'Art Local. Col·lectiva.	Plaça Major núm. 6 (setembre).

- Barcelona.	1942. Exposició	Galeries Augusta. Individual	(gener).

- Barcelona.	1943. Exposició	Art i Decoració Campañá.	Individual	(abril)

- Lleida.	1944. Exposició-	Concurs del Centre d'Estudis Ilerdencs. Col·lectiva.	Antic Hospital de Santa Maria (desembre)

- Barcelona,	1945. Exposició	Galeries Reig.	Individual	(abril 1945).

- Manresa.	1945. XV	Exposició d'Artistes Manresans – Festes del VI centenari de la	Misteriosa Llum.	Col·lectiva.	Grupo	Escolar Generalísimo Franco (maig-juny).

- Barcelona,	1946. Exposició Galeries Reig. Individual	(febrer-març).

- Solsona.	1946. Exposició	d'Art Solsoní. Col·lectiva.	Biblioteca municipal (abril).

- Manresa.	1947. XVIII	Exposició d'Artistes Manresans. Col·lectiva.	Grupo	Escolar Generalísimo Franco (agost-setembre).

- Lleida. 1948. VI	Exposició Provincial d'Art a Lleida. Col·lectiva.	Centre d'Estudis Ilerdencs (juliol).

- Lleida.	1949. Exposició	Provincial d'Art a Lleida. Col·lectiva	(juliol).

- Manresa.	1949. XX Exposició d'Artistes Manresans. Col·lectiva.	Grupo	Escolar Generalísimo Franco (agost-setembre).

- Manresa.	1950. 1a	Exposició de Pintura – Festa Major de la “Misteriosa Llum.	Col·lectiva.	Cercle Artístic (febrer)

- Manresa.	1950. Exposició	de dibuixos, aquarel·les, esbossos i treballs amb ploma. 	Col·lectiva.	Cercle Artístic (abril)

- Manresa.	1950. XXI	Exposició d'Artistes Manresans. Col·lectiva.	Grupo	Escolar Generalísimo Franco (agost-setembre).

- Manresa	1951. Exposició	del Cercle Artístic de Manresa. Col·lectiva.	Terrassa (maig).

Exposicions pòstumes:
- Solsona.	1965. Exposició	– Homenatge al pintor Tomàs Boix Soler. Individual.	Organitzada per la Diputació Provincial de Lleida. Cinema	Transatlàntic (octubre).

- Solsona.	1973. Exposició	Antològica de Pintura. Organitzada	per Ramon Planes Torregassa.	Col·lectiva.	Biblioteca de la Caixa de Pensions i d'Estalvis (setembre).

- Lleida.	1976. Un	segle de pintura lleidatana. Col·lectiva.	Organitzada per Galeria Terra Ferma.

- Solsona.	1979. T. Boix. Exposició-Homenatge. 	Individual. Organitzada pel Cercle Artístic – Cultural del	Solsonès (juny).

- Solsona.	1981. Pintura	a Solsona. 1981.	Col·lectiva. Organitzada pel Cercle Artístic – Cultural del	Solsonès (juny).

- Balsareny.	1986-1987. Exposició de Tomàs Boix. Individual.	Organitzada per l'Ajuntament de Balsareny (setembre - gener).

- Solsona.	1994. Tomàs Boix. Individual.	Inauguració de la Sala d'Exposicions de l'Ajuntament de Solsona	(setembre).

- Lleida.	2011. Lleidantic.	Col·lectiva. Organitzada per Galeria Sícoris (novembre).

- Lleida.	1912. Exposició	Lleida 1912. Memòria d'una exposició d'art.	Col·lectiva.	Organitzada pel Museu d'Art Jaume Morera (abril-setembre).

- Almacelles.	2016. Tomàs	Boix. Exposició de pintures.	Individual.	Organitzada per Betula Alba (novembre-desembre).

- Solsona.	2017. En	plein air. Tomàs Boix. La pintura com a passió (1886-1951).	Individual.	Organitzada pel Museu Diocesà i Comarcal de Solsona	(setembre-novembre).

- Manresa.	2018. Tomàs	Boix, pintor. Solsona, Manresa, Barcelona.	Individual. Organitzada per l'Ajuntament i el Museu Comarcal de	Manresa. Centre Cultural el Casino (juny-juliol).